# Écomusée de l'Ichkeul
L'écomusée de l'Ichkeul est un musée situé dans le parc national de l'Ichkeul, en Tunisie.

## Bâtiment
L'écomusée, inauguré en 1989, se trouve au djebel Ichkeul, dans le parc national de l'Ichkeul. Divers circuits pour explorer le parc sont aménagés à partir du bâtiment.

## Collection
L'écomusée présente la faune et la flore du parc, ainsi que les enjeux environnementaux qui pèsent sur le site.